# Mary Fuller
Mary Fuller (Mary Claire Fuller) (5 de outubro de 1888 – 9 de dezembro de 1973) foi uma atriz estadunidense do teatro e do cinema mudo. Atuou em mais de 200 filmes, além de escrever oito roteiros para o cinema, e se tornou conhecida especialmente por estrelar o primeiro seriado estadunidense, What Happened to Mary, produzido pelo Edison Studios em 1912.

## Biografia
Filha de Nora Swing e do advogado Miles Fuller, Mary cresceu em uma fazenda, e durante a infância interessou-se por música, literatura e arte. Seu pai faleceu em 1902 e, em 1906, ela começou a trabalhar no teatro sob o nome Claire Fuller. Trabalhou algum tempo com o “Lyceum Stock Company”, em Toledo, Ohio.

## Carreira

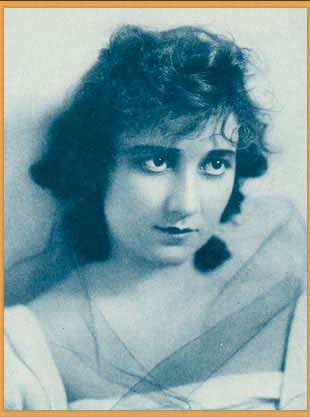
Mary Fuller no Stars of the Photoplay.

Fuller iniciou sua carreira no teatro, até os 18 anos. Em 1907, assinou com a Vitagraph Studios, em Nova York, que se associou ao Edison Film Company em 1910. Naquele ano, ela apareceu na primeira versão de Frankenstein, baseado no livro de Mary Shelley. 
Estrelou o primeiro seriado realizado nos Estados Unidos da América, em 1912, What Happened to Mary, pelo “Edison Studios”. Em 1913, ela voltaria a personificar a heroína Mary em Who Will Marry Mary?.
Fuller se tornou uma estrela de tal valor que, em 1914, chegava a rivalizar com Mary Pickford em popularidade. Trabalhou em vários filmes e estrelou melodramas tais como The Witch Girl, A Daughter of the Nile, e Under Southern Skies. Além de interpretar, também escreveu vários roteiros, oito dos quais foram transformados em filme entre 1913 e 1915. Após The Long Trail, de 1917, desapareceu do meio cenográfico e se isolou, sendo que seu paradeiro se tornou um mistério durante décadas.
Fuller aparentemente sofrera um colapso nervoso, após o fim de seu casamento com um cantor de ópera. Ela se retirou do meio cenográfico e foi morar com sua mãe. Desde cedo, Fuller falava de um constante sentimento de solidão que o estrelato não supria; no entanto, em 1926 ela retornou a Hollywood e tentou, sem sucesso, retomar sua carreira no cinema. A morte de sua mãe, em 1946, causou-lhe um novo colapso nervoso; em 1 de julho de 1947, Fuller foi admitida no St. Elizabeths Hospital, em Washington, aos 59 anos. Viveu nesse hospital pelo resto de sua vida, e quando morreu, o hospital foi incapaz de localizar seus parentes. Foi enterrada no Congressional Cemetery, em uma sepultura anônima.

## Filmografia
| - To the Highest Bidder (1917) - The Untamed (1917) - The Beautiful Impostor (1917) - The Long Trail (1917) - Public Be Damned (1917) - Mother's Guiding Hand (1916) - Stolen Honors (1916) - Cheaters (1916) - Love's Masquerade (1916) - The Trail of Chance (1916) - A Splash of Local Color (1916) - The Garden of Shadows (1916) - Behind the Veil (1916) - The Scarlet Mark (1916) - The Limousine Mystery (1916) - The Three Wishes (1916) - The Huntress of Men (1916) - The Girl Who Feared Daylight (1916) - Thrown to the Lions (1916) - The Little Fraud (1916) - The Strength of the Weak (1916) - Madame Cubist (1916) - A Sea Mystery (1916) - The Heart of a Mermaid (1916) - The Tale of the 'C' (1915) - Li'l Nor'wester (1915) - The Woman Who Lied (1915) - Under Southern Skies (1915) - The Taming of Mary (1915) - Jeanne of the Woods (1915) - The Little White Violet (1915) - Circus Mary (1915) - A Daughter of the Nile (1915) - The Judgement of Men (1915) - A Witch of Salem Town (1915) - The Girl Who Had a Soul (1915) - The Honor of the Ormsbys (1915) - The Rustle of a Skirt (1915) - Mary's Duke (1915) - The Golden Spider (1915) - The Master Mummer (1915) - The Unhidden Treasure (1915) - The Laugh That Died (1915) - The Counterfeit (1915) - Everygirl (1915/I) - The Bribe (1915) - His Guardian Angel (1915) - My Lady High and Mighty (1915) - The Virtuoso (1914) - The Heart of the Hills (1914) - A Lonely Salvation (1914) - The Heart of the Night Wind (1914) - The Phantom Cracksman (1914) - A Girl of the People (1914) - His Big Chance (1914) - The Witch Girl (1914) - The Viking Queen (1914) - Lost—a Pair of Shoes (1914) - Frederick the Great (1914) - When East Met West in Boston (1914) - A Princess of the Desert (1914) - Comedy and Tragedy (1914) - His Grandchild (1914) - The Man of Destiny (1914) - How the Earth Was Carpeted (1914) - The Active Life of Dolly of the Dailies (1914) - The Necklace of Rameses (1914) - A Lonely Road (1914) - A Tudor Princess (1913) - Alexia's Strategy (1913) - Elise, the Forester's Daughter (1913) - A Face from the Past (1913) - A Woodland Paradise (1913) - A Daughter of the Wilderness (1913) - The Girl and the Outlaw (1913) - The Contents of the Suitcase (1913) - A Light on Troubled Waters (1913) - Joyce of the North Woods (1913) - The Pied Piper of Hamelin (1913) - The Romance of Rowena (1913) - The Robbers (1913) - All on Account of a Portrait (1913) - Mary Stuart (1913) - Mercy Merrick (1913) - An Almond-Eyed Maid (1913) - The Translation of a Savage (1913) - The Prophecy (1913/I) - When Greek Meets Greek (1913) - When the Right Man Comes Along (1913) - With the Eyes of the Blind (1913) - The Elder Brother (1913) - The Dean's Daughters (1913) - Kathleen Mavourneen (1913/II) - The Minister's Temptation (1913) - The Princess and the Man (1913) - The Ambassador's Daughter (1913) - Leonie (1913) - It Is Never Too Late to Mend (1913) - For Her (1912) - How a Horseshoe Upset a Happy Family (1912) - Fog (1912) - His Mother's Hope (1912) - Sally Ann's Strategy (1912) - The Governor (1912) - The Cub Reporter (1912) | - Mr. Pickwick's Predicament (1912) - The Harbinger of Peace (1912) - The Librarian (1912) - More Precious Than Gold (1912) - The Artist's Joke (1912) - Partners for Life (1912) - Master and Pupil (1912) - The Little Bride of Heaven (1912) - Martin Chuzzlewit (1912) - The Convict's Parole (1912) - A Personal Affair (1912) - Treasure Island (1912) - Politics and Love (1912) - An Unusual Sacrifice (1912) - The Little Woolen Shoe (1912) - The Dumb Wooing (1912) - The Insurgent Senator (1912) - Is He Eligible? (1912) - How Washington Crossed the Delaware (1912) - For the Commonwealth (1912) - A Cowboy's Stratagem (1912) - Tony's Oath of Vengeance (1912) - Children Who Labor (1912) - The Jewels (1912) - The Stolen Nickel (1912) - The Bachelor's Waterloo (1912) - A Question of Seconds (1912) - Thirty Days at Hard Labor (1912) - The Stuff That Dreams Are Made Of (1911) - An International Heart Breaker (1911) - The Daisy Cowboys (1911) - The Awakening of John Bond (1911) - The Lure of the City (1911) - The Story of the Indian Ledge (1911) - The Ghost's Warning (1911) - A Modern Cinderella (1911) - The Girl and the Motor Boat (1911) - The Reform Candidate (1911) - A Conspiracy Against the King (1911) - At the Threshold of Life (1911) - Foul Play (1911) - The Three Musketeers: Part 2 (1911) - The Three Musketeers: Part 1 (1911) - The Silent Tongue (1911) - The Surgeon's Temptation (1911) - The Professor and the New Hat (1911) - The Modern Dianas (1911) - Two Officers (1911) - Sir George and the Heiress (1911) - The Switchman's Tower (1911) - Trading His Mother (1911) - The Star Spangled Banner (1911) - A Thoroughbred (1911) - Her Brother's Photograph (1911) - The Wager and the Wage Earners (1911) - The Cardinal's Edict (1911) - A Sane Fourth of July (1911) - Madeline's Rebellion (1911) - Aida (1911/I) - Josh and Cindy's Wedding Trip (1911) - Turned to the Wall (1911) - A Card of Introduction (1911) - Nell's Last Deal (1911) - The Resurrection of John (1911) - The Test of Love (1911/I) - A Stage Romance (1911) - Girl of the Mountains (1911) (como Claire Fuller) - Three Men and a Maid (1911) - In the Days of Chivalry (1911) - Arms and the Woman (1910) - The House of the Seven Gables (1910) - The Farmer's Daughter (1910/I) - Ononko's Vow (1910) - From Tyranny to Liberty (1910) - The Lady and the Burglar (1910) - Uncle Tom's Cabin (1910/I) - A Modern Cinderella (1910) - The Peacemaker (1910) - Sisters (1910) - The Princess and the Peasant (1910) - Carminella (1910) - For Her Sister's Sake (1910) - Elektra (1910) - Michael Strogoff (1910) (“Miguel Strogoff”) - Frankenstein (1910) (não-creditada) - Luck of Roaring Camp (1910) - The Engineer's Romance (1910) - The House of Cards (1909) - Bluebeard (1909) - A Rose of the Tenderloin (1909) - Hansel and Gretel (1909) - Betty's Choice (1909) - A Child of the Forest (1909) - Lochinvar (1909) - The Foundling (1909) - Fuss and Feathers (1909) - King Lear (1909) - Jessie, the Stolen Child (1909) - A Sister's Love: A Tale of the Franco-Prussian War (1909) - The Flower Girl of Paris (1908) - A Jealous Old Maid; or, No One to Love Her (1908) - The Stage-Struck Daughter (1908) - Leah the Forsaken (1908) - The Ugly Duckling (1907) |

## Seriados

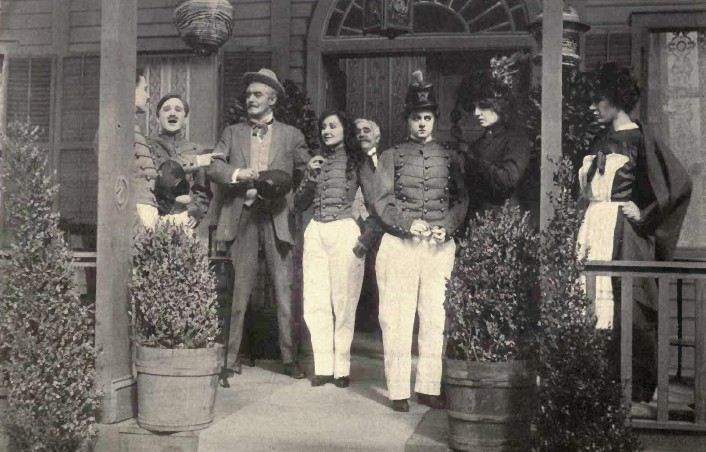
Cena do filme Madeleine's Rebellion, de 1911.

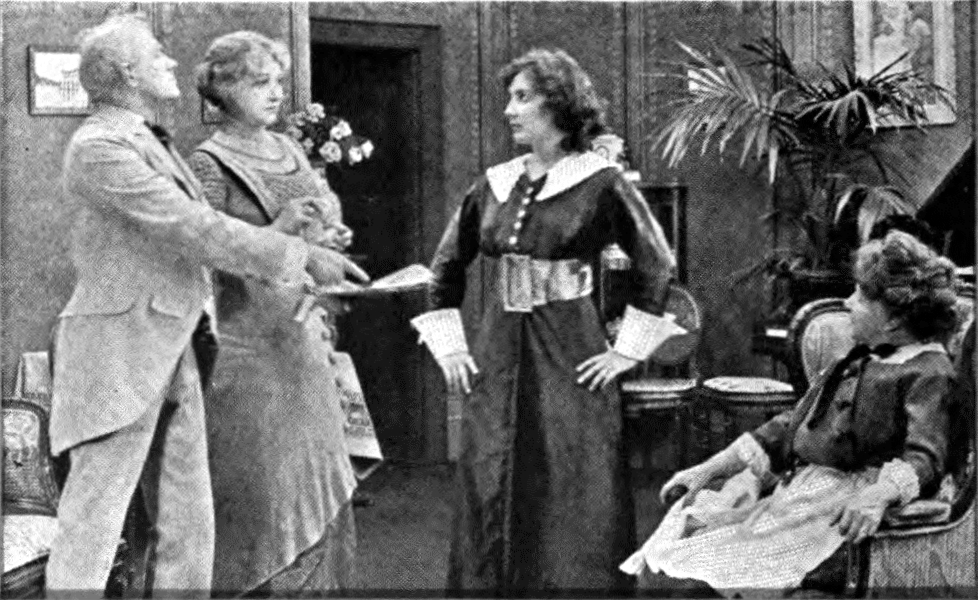
Cena do seriado The Active Life of Dolly of the Dailies, de 1914.

- The Active Life of Dolly of the Dailies (1914)
- Who Will Marry Mary? (1913)
- What Happened to Mary? (1912)

## Outros trabalhos
- The Golden Spider (1915) (cenário)
- The Virtuoso (1914) (cenário)
- The Viking Queen (1914) (história)
- A Princess of the Desert (1914) (história)
- A Woodland Paradise (1913) (história)
- The Prophecy (1913/I) (cenário)
- When Greek Meets Greek (1913) (cenário)
- When the Right Man Comes Along (1913) (cenário)